# Väse kyrka
Väse kyrka är en kyrkobyggnad som tillhör Väse-Fågelviks församling i Karlstads stift. Kyrkan ligger tre kilometer norr om orten Väse och två mil öster om Karlstad.

## Kyrkobyggnaden
Kyrkan, som är en av Värmlands största, uppfördes åren 1760–62 efter ritningar av arkitekt Johan Eberhard Carlberg. Tornet från gamla kyrkan blev kvar och sammanbyggdes med nuvarande kyrka. 1787 revs tornet och ersattes av ett nytt 1794.
Kyrkan har ett brett långhus och avslutas med en femsidig koravslutning, en utbyggd sakristia i öster och med tornet i väst. Innertaket täcks av ett ljusmålat trätunnvalv.
En genomgripande renovering genomfördes 1955, då bland annat nya bänkar sattes in.

## Inventarier
- Altaruppsatsen i barockstil byggdes 1696 av "mäster Gabriel" från Kristinehamn. Den fanns i föregående stenkyrka.
- Predikstolen är tillverkad 1704 av Börje Löfman och fanns i tidigare kyrka.
- Dopfunten av sandsten är från 1100-talet och skänkt till kyrkan på 1600-talet av inspektor Nils Carlbom.

### Orglar
- Huvudorgeln byggdes 1858 av Johan Niklas Söderling.
- En kororgel tillkom 1980.